# Witbrauwbosvliegenvanger
De witbrauwbosvliegenvanger (Fraseria cinerascens) is een zangvogel uit de familie Muscicapidae (Vliegenvangers).

## Verspreiding en leefgebied
Deze soort telt 2 ondersoorten:
- F. c. cinerascens: van Senegal en Gambia tot Ghana.
- F. c. ruthae: van Nigeria en Kameroen tot centraal Congo-Kinshasa.